# Brusač
Psihološki roman Brusač je napisal Smiljan Rozman. Govori o neuspešnem prizadevanju cigana Štefana, da bi se vključil v mestno življenje. 

## Zgodba
Cigan Štefan Matuš, glasbenik in brusač, pride iz Murske Sobote v Ljubljano, poln upanja na boljše življenje. Pri starih znancih brez uspeha išče delo in prenočišče. Vsi imajo namreč dovolj svojih težav in nihče ni več tak, kakršnega se spomni. Najprej poišče Šandorja Valenčiča, ki mu je pred leti obljubil mesto v ansamblu, če se nauči igrati violino. Načrte prekriža Šandorjeva žena, ki Šandorju med spanjem polomi prste, da ne bi šel muzicirat v Karlovec. V Ljubljani Štefan najde svojo sestro Tilo, ki pleše v baru. Propade mu tudi načrt, da bi v tem baru metal nože. Sestri očita, da ima za fanta Nemca, saj so jim ti zažgali hišo s starši vred, ko so iskali njega in Andreja Plečka. Štefan živi iz preteklosti, v sedanjosti pa se počuti izgubljenega. Od Tile izve, da se je spremenil tudi Andrej. Upal je, da mu bo priskrbel delo v skladišču njegove firme, a izve, da je Štefan zanj le še cigan. Poleg tega noče priznati, da je oče Tilinega otroka, zato mu Štefan pove, kar mu gre. V sebi čuti odpor, ki pa se začne spreminjati v žalost in obup. Počuti se samega, nemočnega in nekoristnega. Že pomisli, da bi skočil z mostu v reko, ko se spomni na malega Štefana, Tilinega sina, ki ga mora še videti. Spomni se tudi violine. Z novim upanjem, da bo Šandor ozdravel, se vrne v Prekmurje.

## Kritika o Smiljanu Rozmanu in romanu
"Ustvaril je enega najčistejših in najvernejših likov sodobne slovenske proze, govorica pa, ki mu jo je položil v usta, ni govorica revolucionarja, temveč obupanega tožnika." (Rupel 1966: 95-97)